# فلوتو
شهر فلوتو (به آلمانی: Vlotho) در ایالت نوردراین-وستفالن در کشور آلمان واقع شده‌است.